# Medaille „Für die Verteidigung Sewastopols“ (1856)

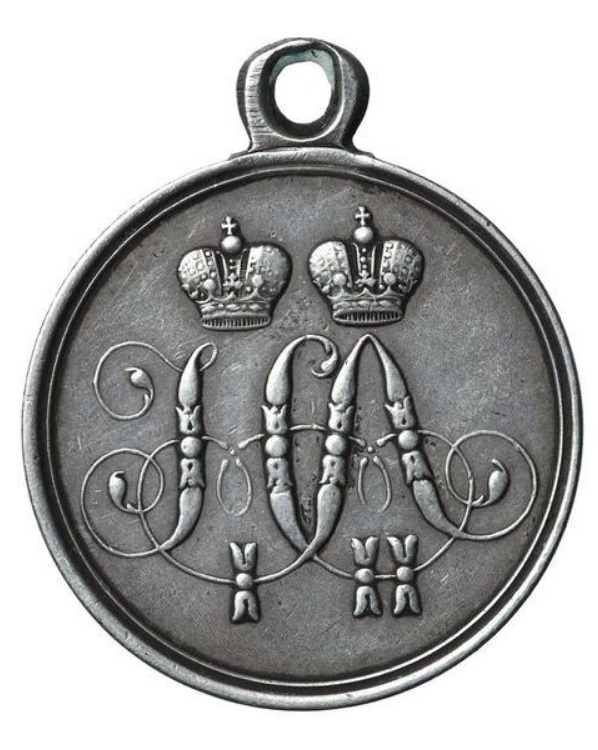
Avers der Medaille

Die Medaille für die Verteidigung Sewastopols (russisch Медаль «За защиту Севастополя») war eine russische Auszeichnung. Sie wurde von Zar Alexander II. als Silbermedaille am 26. November 1856 gestiftet. Die Auszeichnung sollte das Heldentum der Verteidiger von Sewastopol im Krim-Krieg ehren. Die Belagerung von Sewastopol fand in den Jahren 1854 bis 1855 statt. Die Medaille erhielten Generale, Offiziere und Soldaten, aber auch Einwohner, Leibeigene und Bedienstete, die bei der Verteidigung Sewastopols teilnahmen. Insgesamt wurden 100.000 Stück gefertigt.

## Ordensdekoration
Die silberne Ordensdekoration ist eine Medaille mit einem Durchmesser von 28 Millimetern. Auf der Vorderseite zeigt sie die Monogramme des Zaren Nikolaus I. und das des Zaren Alexander II. Beide Monogramme sind mit der Kaiserkrone gekrönt.
Die Rückseite zeigt das Auge Gottes und mittig die zweizeiligen Jahreszahlen 13. September 1854 und 28. August 1855 (“СЪ 13 СЕНТЯБРЯ — 1854 — ПО 28 АВГУСТА — 1855”). Umschlossen werden die Jahreszahlen von der Umschrift mit der Ordensdevise ЗА ЗАЩИТУ СЕВАСТОПОЛЯ (Für die Verteidigung Sewastopols).

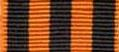
Sankt-Georgs-Band
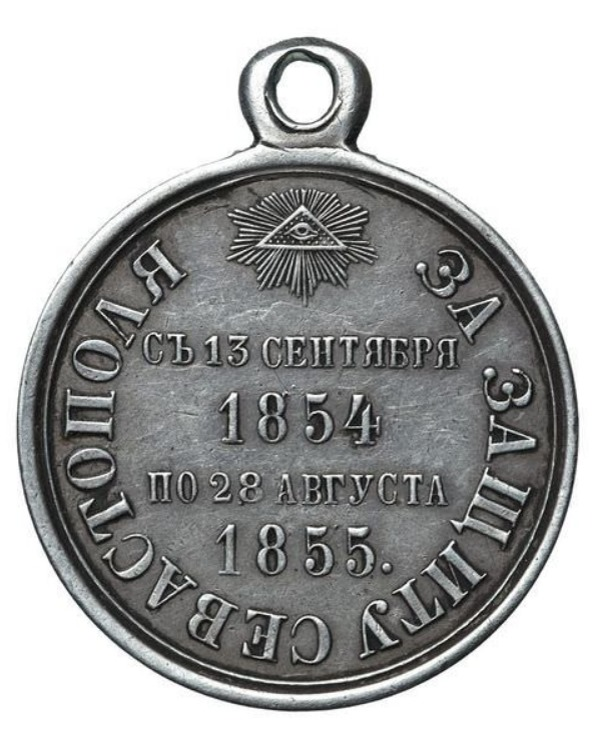
Revers der Medaille

## Ordensband und Trageweise
Diese Auszeichnung wurde am Sankt-Georgs-Band getragen.